# Kaplica Matki Bożej od Zagubionych w Karpnie
Kaplica Matki Bożej od Zagubionych w Karpnie – kaplica mszalna we wsi Karpno (województwo dolnośląskie).
Kaplica mszalna parafii w Lądku-Zdroju z XIX w.

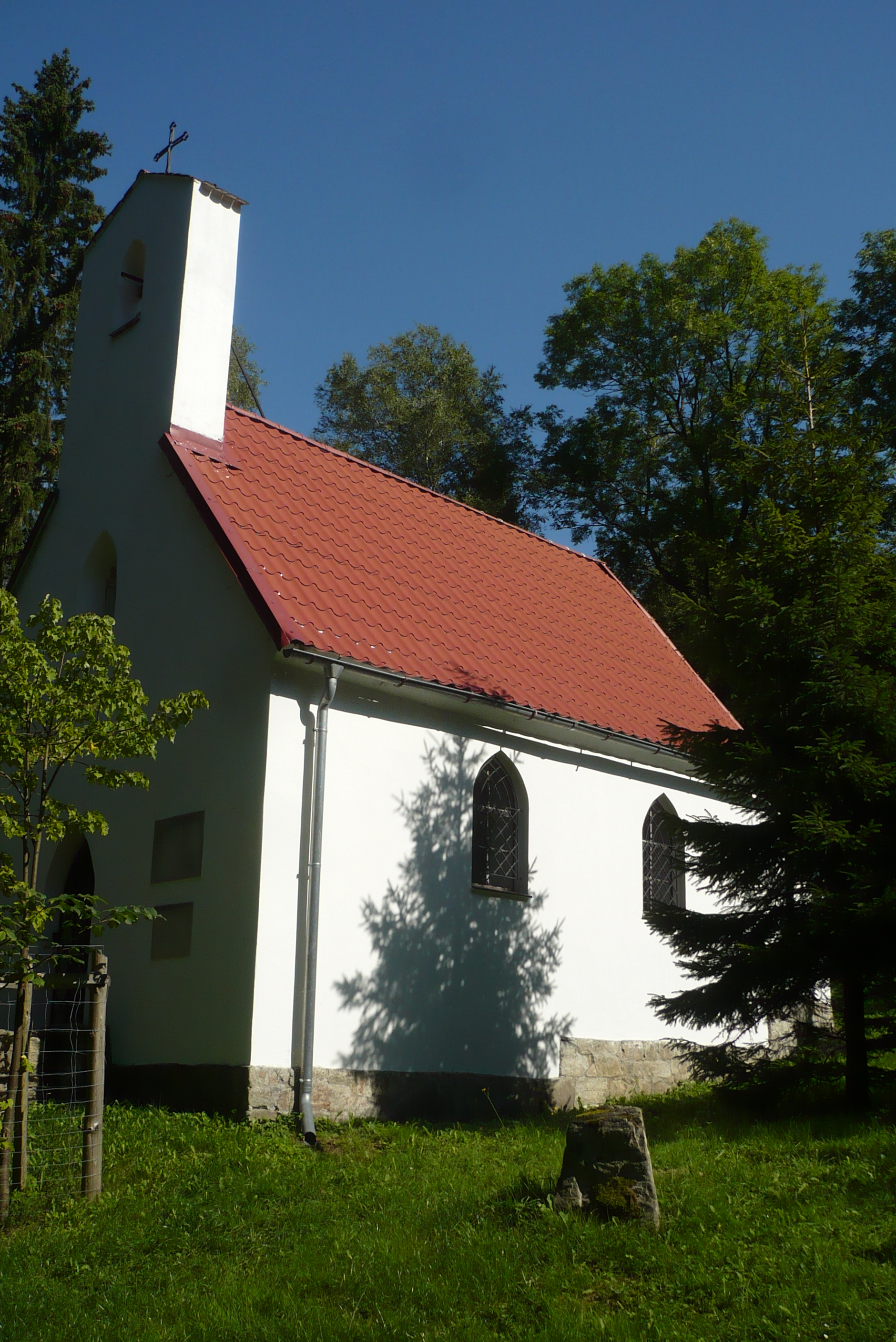
Kościół MB
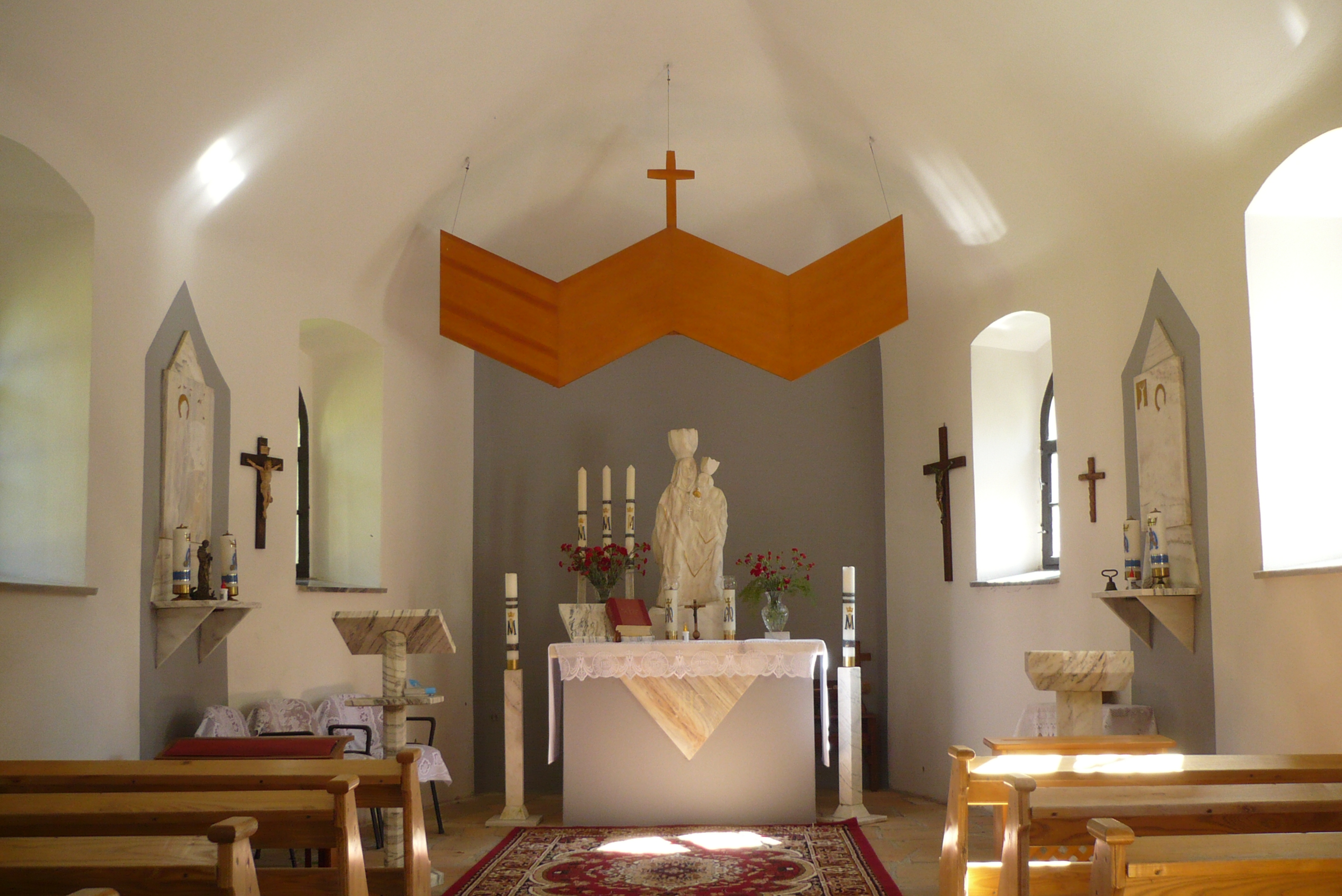
Kościół MB
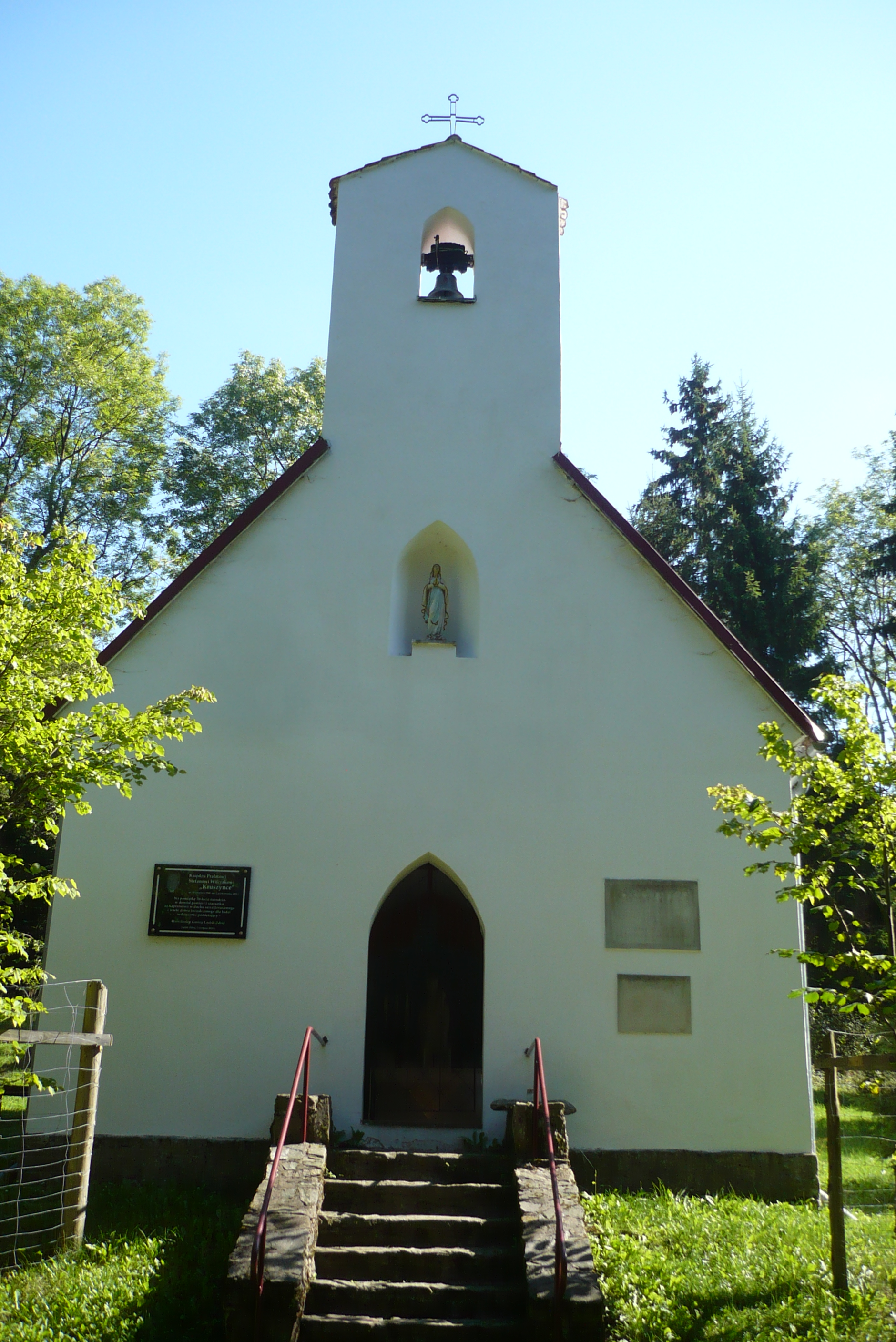
Kościół MB
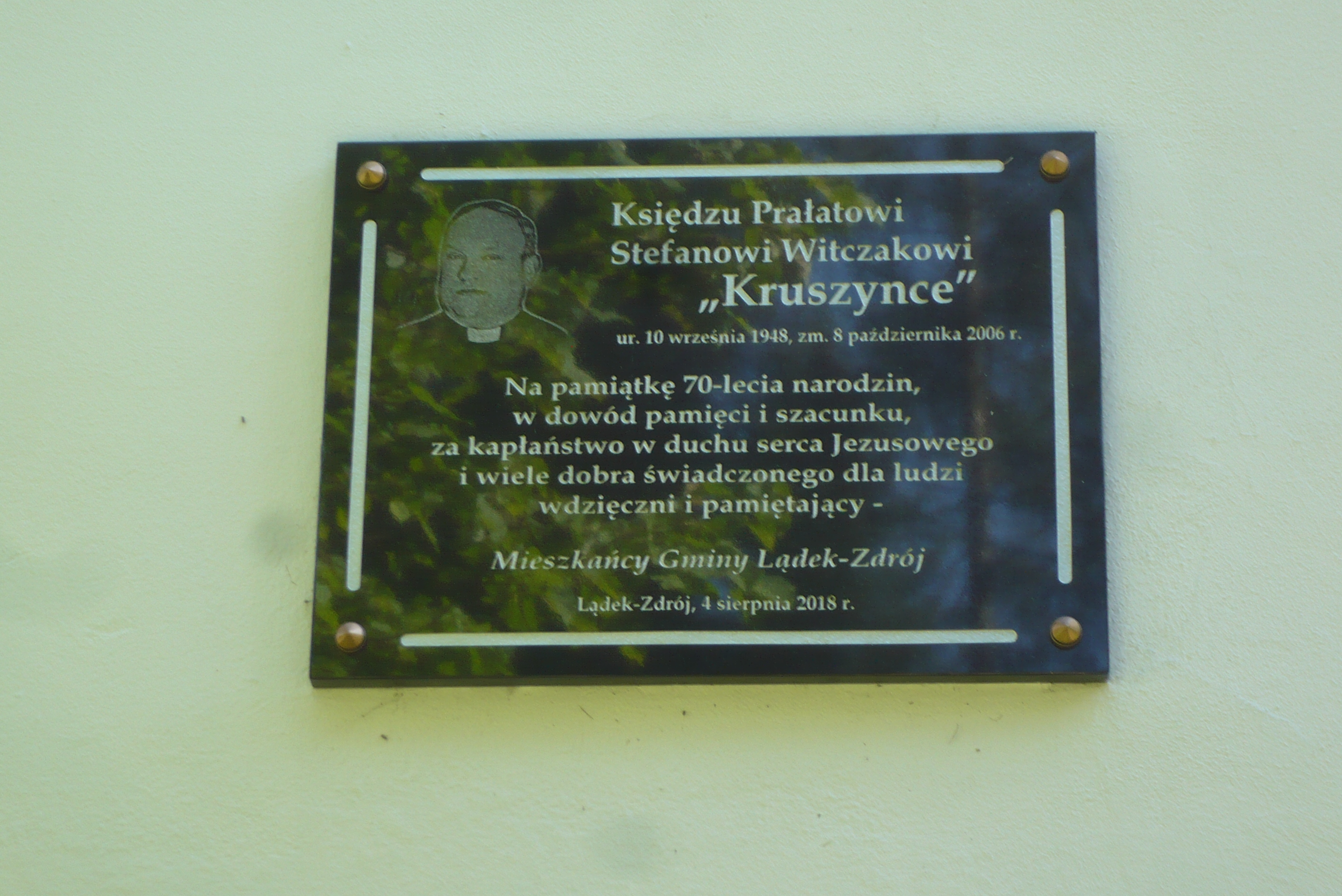
Tablica